# Zlaté Hory
Zlaté Hory (jusqu'en 1948, en allemand : Zuckmantel, en tchèque : Cukmantl) est une ville du district de Jeseník, dans la région d'Olomouc, en République tchèque. Sa population s'élevait à 3 701 habitants en 2025.

## Géographie
Vidnava se trouve à la frontière polonaise, à 15 km à l'est-nord-est de Jeseník, à 76 km au nord d'Olomouc et à 212 km à l'est de Prague.

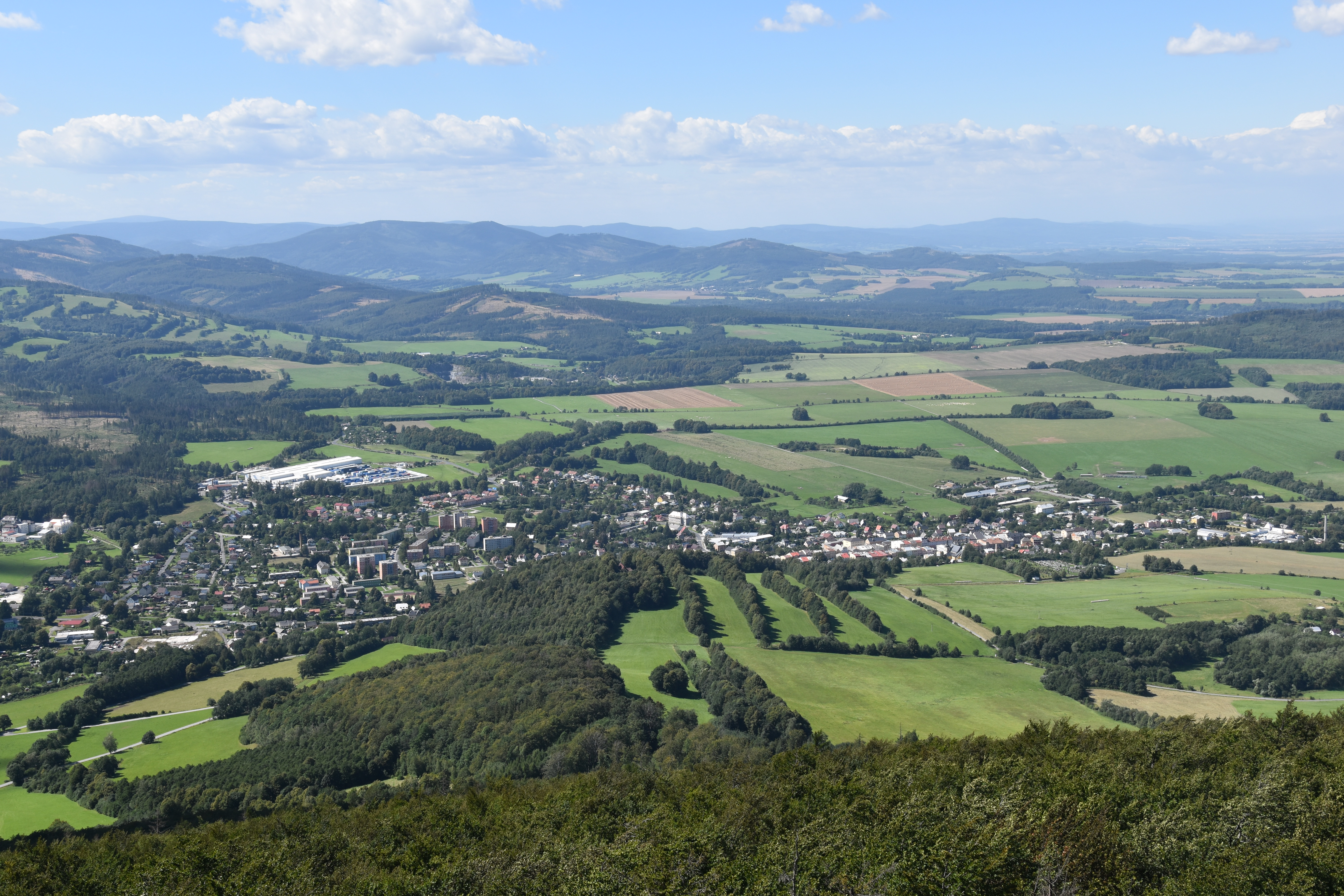
Zlaté Hory : vue générale.

La commune est limitée par Mikulovice au nord-est, par la Pologne au nord, par Petrovice à l'est, par Heřmanovice au sud-est, par Jeseník à l'ouest.

## Histoire
La première mention écrite de la localité date de 1222.

## Administration
La commune se compose de sept sections :
- Zlaté Hory
- Dolní Údolí
- Horní Údolí
- Ondřejovice
- Rejvíz
- Rožmitál
- Salisov

## Jumelages
- Głuchołazy  (Pologne) ;
- Kętrzyn (Pologne) ;
- Mikulovice (Tchéquie) ;
- Prague 1 (Tchéquie) ;
- Vodňany  (Tchéquie).

## Personnalités
- Boblig von Edelstadt (1612-1698), inquisiteur ;
- Kurt Knispel (1921-1944), tankiste allemand né dans cette ville ;
- Elisabeth Turolt (1902-1966), sculptrice autrichienne, est née à Zuckmantel.